# EKZ CrossTour
El EKZ CrossTour és una competició de ciclocròs formada per diferents proves que es disputen des del setembre fins al gener a Suïssa.

## Palmarès

### Elit masculí
| Any       | Vencedor           | Segon         | Tercer                |
| --------- | ------------------ | ------------- | --------------------- |
| 2014-2015 | Clément Venturini  | Sascha Weber  | Simon Zahner          |
| 2015-2016 | Francis Mourey     | Simon Zahner  | Marcel Wildhaber      |
| 2016-2017 | Marcel Wildhaber   | Marcel Meisen | Gioele Bertolini      |
| 2017-2018 | Marcel Wildhaber   | Simon Zahner  | Nicola Rohrbach       |
| 2018-2019 | David van der Poel | Lars Forster  | Jan Nesvadba          |
| 2019-2020 | Marcel Meisen      | Felipe Orts   | Dieter Vanthourenhout |

### Elit femení
| Any       | Vencedora         | Segona                 | Tercera              |
| --------- | ----------------- | ---------------------- | -------------------- |
| 2014–2015 | Eva Lechner       | Sina Frei              | Stéphanie Vaxillaire |
| 2015–2016 | Pavla Havlíková   | Sina Frei              | Nicole Koller        |
| 2016–2017 | Nicole Koller     | Jasmin Egger-Achermann | Pavla Havlíková      |
| 2017–2018 | Pavla Havlíková   | Jasmin Egger-Achermann | Rebecca Gariboldi    |
| 2018–2019 | Denise Betsema    | Pavla Havlíková        | Elisabeth Brandau    |
| 2019-2020 | Christine Majerus | Perrine Clauzel        | Marlène Petit        |